# Ла Ногалера (Гвадалахара)
Ла Ногалера (шп. La Nogalera) насеље је у Мексику у савезној држави Халиско у општини Гвадалахара. Насеље се налази на надморској висини од 1430 м.

## Становништво
Према подацима из 2005. године у насељу је живело 6 становника.

### Хронологија
| Година       | 2000      | 2005 |
| ------------ | --------- | ---- |
| Становништво | 6 (5 / 1) | 6    |

### Попис
| # | Индикатор                        | Вредност |
| - | -------------------------------- | -------- |
| 1 | Укупно појединачних домаћинстава | 1        |